# Асинхрони развој
Асинхрони развој је раст дечје физичке, менталне и емоционалне зрелости у варирајућим степенима прогреса тако да нпр. појединац хронолошки може бити стар 11 година, емотивно 8, физички 14 и интелектуално 12. Овај појам је такође познат као дисинхронативни развој.